# 森下suu
森下suu是由負責編劇的マキロ與負責作畫的なちやん所組成之日本漫畫家雙人組，兩人以開始合作的2009年5月21日做為森下suu的誕生日。

## 經歷
マキロ與なちやん皆為宮崎縣出身，兩人是高中同學。
2009年兩人合作投稿瑪格麗特第57屆NEW新漫畫講座，作品〈僕の星を君へ〉獲得第1位期待賞。2010年第4度投稿〈あのて このて〉再度獲獎並出道。
2014年作品《日日蝶蝶》獲得第9屆全國書店店員推薦漫畫第9名。

## 作品
- 還沒勇氣走上銀河（まだ天の川にいけない）（集英社，長鴻）
- 日日蝶蝶（日々蝶々）（集英社，長鴻）
- 草莓蛋糕蛋糕（ショートケーキケーキ）（集英社，長鴻）
- 指尖相觸，戀戀不捨（ゆびさきと恋々）（講談社）